# El ventanal
El ventanal (The Wide Window) es el tercer libro de la serie de libros infantiles Una serie de eventos desafortunados, también llamada Una Serie de Eventos desafortunados por Lemony Snicket. Narra las extraordinariamente melancólicas y tristes aventuras de los tres huérfanos Baudelaire, en el transcurso de las cuales son puestos bajo la custodia de su nueva tutora, Josephine Anwhistle.

## Argumento
Después de los sucesos del segundo libro, La habitación de los reptiles, Violet, Klaus y Sunny Baudelaire son llevados por el señor Poe hasta la casa de Tía Josephine, su nueva cuidadora y tutora, una mujer de buenas intenciones y un profundo amor por la ortografía y gramática  pero que vive presa de numerosas fobias irracionales y sin sentido, yendo desde maneras de cocinar hasta agentes de bienes raíces. Tía Josephine vive en una casa ubicada justo en la cima de una colina cerca del Lago Lacrimógeno, un lago tan grande que han sucedido huracanes en él, y que es poblado por hambrientas y voraces sanguijuelas. 
Un día, mientras los huérfanos ayudan a su nueva tutora a hacer las compras para preparar la cena, Violet se encuentra en el puerto Damocles con el marinero llamado Capitán Sham que no es otro que el Conde Olaf disfrazado. Cuando los tres niños intentan advertir a la tía Josephine de la identidad del hombre, esta lo niega todo, cayendo presa del engaño del villano. Esa misma noche, después de escuchar un fuerte y estrepitoso ruido, los niños descubren que el ventanal de la casa de tía Josephine (que mira al Lago Lacrimógeno y que le da el nombre al título del libro) se ha roto y encuentran una nota escrita por ella misma, declarando que se ha arrojado del ventanal y que deja la custodia legal de los huérfanos al Capitán Sham, convirtiéndolo en su nuevo tutor. 
Sabiendo que todo ha sido un plan más del malvado Conde Olaf, los tres niños tratan de advertirle al Señor Poe, pero una vez más, él no los escucha y así, los huérfanos son obligados a tener una cena con el Señor Poe y el Capitán Sham en un restaurante llamado El Payaso Ansioso. Violet se las ingenia para encontrar una distracción y los niños vuelven a la casa de tía Josephine donde Klaus analiza la carta dejada por la mujer, descubriendo que tiene varios errores ortográficos y gramaticales, los cuales han sido puestos a propósito para dejar un mensaje secreto, el cual es Cueva Sombría. Una vez que han descifrado el mensaje de su tía, el Huracán Hernan azota el Lago Lacrimógeno y destruye la casa de tía Josephine con lo que los niños tienen que escapar por sus vidas, lo que logran hacer de manera sorprendente. 
Tras esto llegan al Muelle Damocles donde buscan un bote en la tienda del Capitán Sham, deben escapar de uno de los esbirros del Conde Olaf, la persona de género indeterminado, y entonces se embarcan a navegar el enorme lago. Una vez que llegan a la Cueva Sombría, buscan a Tía Josephine y al encontrarla, ella les explica que el Conde Olaf la había obligado a escribir aquella nota y él mismo había roto el ventanal para hacerles pensar que ella se había suicidado. Les felicita por haber descubierto su mensaje secreto y los huérfanos la convencen de volver al muelle. En el viaje de regreso, las sanguijuelas del Lago Lacrimógeno, famosas por poder oler la comida en el estómago de las personas, son atraídas al bote donde viajan los niños y Josephine debido a que esta última recién había ingerido alimento (una banana). En una desesperada situación, los niños son capaces de enviar una señal de ayuda, la cual solo es respondida por el Conde Olaf. El hombre hace que los huérfanos suban a su bote, en donde están a salvo de las sanguijuelas, pero a merced de él, y el muy bribón deja a la Tía Josephine atrás, para ser comida por las sanguijuelas, justo como había muerto su esposo, Ike. 
Una vez de vuelta en el muelle, Sunny muerde la pata de palo del Capitán Sham (uno de los elementos del disfraz del conde Olaf) para revelar el tatuaje del conde y así mostrar al Señor Poe su verdadera identidad. Antes de ser atrapados, el conde Olaf y sus secuaces escapan corriendo, dejando a los tres huérfanos sin un tutor de nuevo y al Señor Poe con el inconveniente recurrente de buscar un nuevo cuidador para los tres niños Baudelaire.
- Datos: Q2264889